# North Charleston Coliseum
Das North Charleston Coliseum ist eine Mehrzweckhalle in der US-amerikanischen Stadt North Charleston im Bundesstaat South Carolina. Sie ist ein Teil des North Charleston Convention Center Complex. Das am 29. Januar 1993 eröffnete Gebäude verfügt über maximal 14.500 Plätze (11.000 fest eingebaute Sitze und 3.500 mobile Sitze). Das Performing Arts & Convention Center mit 2.300 Plätze und das North Charleston Convention Center ergänzten den Komplex 1999.

## Geschichte
Die Arena ist seit 1993 Heimstätte der ECHL-Eishockeymannschaft der South Carolina Stingrays und der NCAA-Basketball-Mannschaft der Charleston Southern Buccaneers der Charleston Southern University. Ehemalige Nutzer des North Charleston Coliseum sind das Arena-Football-Team Charleston Swamp Foxes (Af2) von 2000 bis 2003, die Charleston Lowgators der NBA D-League waren von 2001 bis 2004 und 2006 die Carolina Sandsharks (NIFL) dort ansässig. Die Mehrzweckhalle war Austragungsort der Finalturniere der Big South Conference im NCAA-College-Basketball 1993 und 1994 sowie der Southern Conference im NCAA-College-Basketball 2007.
Zu Baubeginn war in der Arena keine Eishockeyspielfläche vorgesehen, dann bekam die Stadt North Charleston das Eishockey-Franchise der ECHL zugesprochen. So musste man umplanen und die South Carolina Stingrays konnten von Beginn an in der Halle spielen. In der Arena finden u. a. auch Konzerte, Musicalshows, Wrestlingshows, Zirkusvorstellungen des Cirque du Soleil, Rodeos der Professional Bull Riders statt.
Von 2010 bis 2012 wurde die Arena renoviert. Für 21 Mio. US-Dollar wurden der Nord- und Südeingang durch Anbauten erweitert. Die Entwürfe stammten vom Architekturbüro Ellerbe Becket. Hinzu kamen u. a. 40 Verkaufsstände und Kioske; die vorhandenen Luxus-Suiten wurden renoviert sowie die Erneuerung der Beschallungsanlage und der Lichttechnik. Es wurde mit der Südseite begonnen, die Nordseite wurde 2012 fertig gestellt.